# Perspectiva quadridimensional

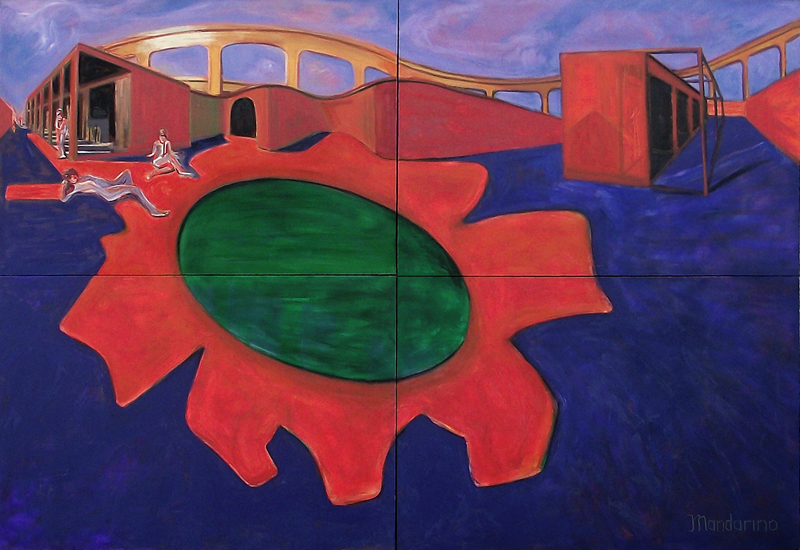
Quadríptico: Observação no Tempo (1997), acrílico sobre tela, 240 x 160 cm. Processo de perspectiva quadridimensional.

A perspectiva quadridimensional é um processo gráfico contemporâneo desenvolvido, em 1997, pelo artista plástico Denis Mandarino, que tem como principal característica a representação de cenas panorâmicas que sintetizam, no quadro, o que foi visto por um observador em movimento.
Neste tipo de desenho, os suportes pictóricos podem ser superfícies planas ou curvilíneas (arcos, cilindros, esferas, calotas côncavas ou convexas etc.).

Desenvolvido a partir da Teoria da Percepção Quadridimensional (1995), o sistema foi exibido, pela primeira vez, no quadríptico 'Observação no Tempo'.
A perspectiva quadridimensional instaura um efeito de completude, pois simula a possibilidade de se ler, simultaneamente, o todo e a parte. 

## Análises geométricas

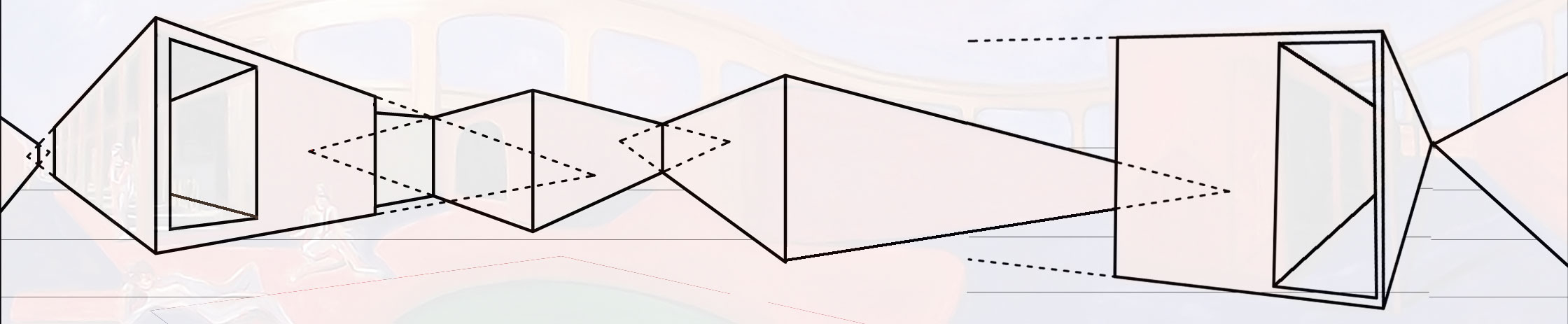
Múltiplos pontos de fuga em uma cena panorâmica.

A pintura 'Observação no Tempo' exibe as seguintes características:
1. a representação tem diversos pontos de fuga, resultado que só pode ser conseguido por um observador que rotacionou a cabeça, ou se movimentou lateralmente durante o processo de observação;
2. diferentes linhas do horizonte, o que indica que o observador deslocou-se também no sentido vertical, alterando a sua altura em relação ao chão (linha de terra);
3. o desenho tem a abrangência de uma objetiva grande-angular, sem as curvaturas provocadas por esse tipo de lente fotográfica, numa espécie de realidade aumentada.
Ao se compreender a artificialidade dos processos de perspectiva, surgidos desde o Renascimento, a perspectiva quadridimensional (ou 4D) pode ser vista como mais um sistema, de expressão gráfica, com vantagens em algumas situações e desvantagens em outras. O interesse crescente, por novas formas de expressão, tem exigido o conhecimento dessa modalidade de perspectiva para a função de professor, em concursos públicos.

## Diferentes abordagens quadridimensionais

Pintura panorâmica de Li Cheng, China, séc. X.

### Arte
Muitos artistas, ao longo da história da arte, produziram paisagens panorâmicas que evocavam a percepção humana como contínua, sem a utilização, contudo, de pontos de fuga. Tais exemplos podem ser encontrados na arte chinesa ou nas 'ninfeias' de Claude Monet.
O tempo, cada vez mais, tem se tornado um fator de motivação para a arte contemporânea e os conceitos presentes no desenho e na pintura vão de encontro às reflexões sobre a inter-relação do homem com o espaço quadridimensional.
Sabe-se que, desde o começo da civilização, os artistas tentam representar o movimento por meio de imagens sequenciais.
No Impressionismo, Claude Monet pintou a série 'Catedral de Ruão', a fim de captar a luminosidade da paisagem em diferentes momentos. No Cubismo, um mesmo objeto podia ser representado a partir de diferentes posições, de modo que as suas faces pudessem ser vistas simultaneamente, essa técnica tem sido explorada desde a antiguidade egípcia, onde a tradição artística impunha que as coisas deveriam ser desenhadas da forma mais fácil de serem
interpretadas, com a fragmentação dos objetos a partir de pontos de vista frontais. No Futurismo, as imagens eram sobrepostas com o intuito de representar o deslocamento dos elementos. O mesmo conceito de movimento, apesar de desacelerado, está presente em o 'Nu Descendo a Escada' de Marcel Duchamp. Nestes exemplos, o observador mantinha a sua posição fixa e os objetos da cena é que estavam em movimento. No sentido lato, contudo, é evidente que o tempo, de algum modo, estava presente, mesmo que de forma inconsciente.
Artistas contemporâneos, como a pintora Lanna Pendleton Hall, interpretam paisagens panorâmicas, por meio de recortes retangulares, que exibem as variações tonais ocorridas ao longo do dia. Diferentemente das pesquisas de Monet, Lanna apresenta essas variações em uma única tela.

### Educação
Na educação, desde o ensino básico, este tema tem sido incorporado progressivamente, partindo-se da perspectiva central renascentista, passando pelas projeções axonométricas, até chegar-se à contraposição com os métodos contemporâneos, como o da perspectiva holográfica e da perspectiva quadridimensional.

### Geologia
Acredita-se que os espaços da superfície terrestre devem ser concebidos não como entidades tridimensionais, mas sim, quadridimensionais, como complexos de fenômenos espaço-temporais.
A geotecnologia aproveita-se da possibilidade de o usuário movimentar-se, tal como ele faria com uma maquete no mundo real. Essa associação, de dados temporais, cria condições para que a prática analítica da geologia seja vista em perspectiva quadridimensional.

### Realidade aumentada
A realidade aumentada, a visão panorâmica, os planos curvilíneos e a interatividade têm sido explorados por diversas áreas do conhecimento, como: design, arquitetura, geografia, cinema, entre outras, pois as exigências da percepção têm evoluído pelas gerações.